# Server Jeparov
Server Jeparov (uzb. cyr. Сервер Жепаров, ros. Сервер Решатович Джепаров, Sierwier Rieszatowicz Dżeparow; ur. 3 października 1982 w Chirchiq) – uzbecki piłkarz grający na pozycji pomocnika lub napastnika. Były reprezentant Uzbekistanu.

## Kariera zawodnicza
Jeparov debiutował w lidze uzbeckiej w roku 2000, w barwach Nawbahora Namangan. Tam zetknął się po raz pierwszy z liczną publicznością, z której słynie namangański klub. Po wywalczeniu miejsca w pierwszym składzie w wieku 18 lat, został wypatrzony przez wysłanników najsłynniejszej drużyny w kraju – stołecznego Paxtakora. Trafił tam wraz z rok starszym piłkarzem Neftczi Fergana Timurem Kapadze w roku 2002 i przez pięć lat para ta stanowiła o sile drugiej linii Bawełniarzy.
Po zakończeniu sezonu 2007, Server testowany był przez rosyjski Amkar Perm, w barwach którego wystąpił w meczu towarzyskim przeciw Zagłębiu Lubin. Ostatecznie, wraz z Kapadze trafił do rywala zza miedzy – Kuruwczi Taszkent, w którym powstawała powoli ekipa mająca na celu dominację w kraju i na kontynencie. Po zmianie nazwy klubu na Bunyodkor, wraz z klubem uczestniczył w Azjatyckiej Lidze Mistrzów, będąc kapitanem swojego zespołu.
Po zdobyciu nagrody dla Azjatyckiego Piłkarza Roku za rok 2008, angielski klub Chelsea F.C. zaprosił go na miesięczny staż szkoleniowy.
W latach 2002–2017 stanowił ważne ogniwo reprezentacji Uzbekistanu.